# Pántoo
Pántoo es un personaje de la mitología griega que aparece en la Ilíada de Homero. Es uno de los ancianos troyanos que forman el consejo de Príamo. Con su esposa Fróntide es padre de los guerreros Euforbo, Hiperenor y Polidamante. Parece que con ocasión de la primera toma de Troya por obra de Heracles, se le hizo venir desde Delfos, donde ejercía como sacerdote de Apolo. En su nueva patria, siguió con el mismo cometido.